# Floriseo

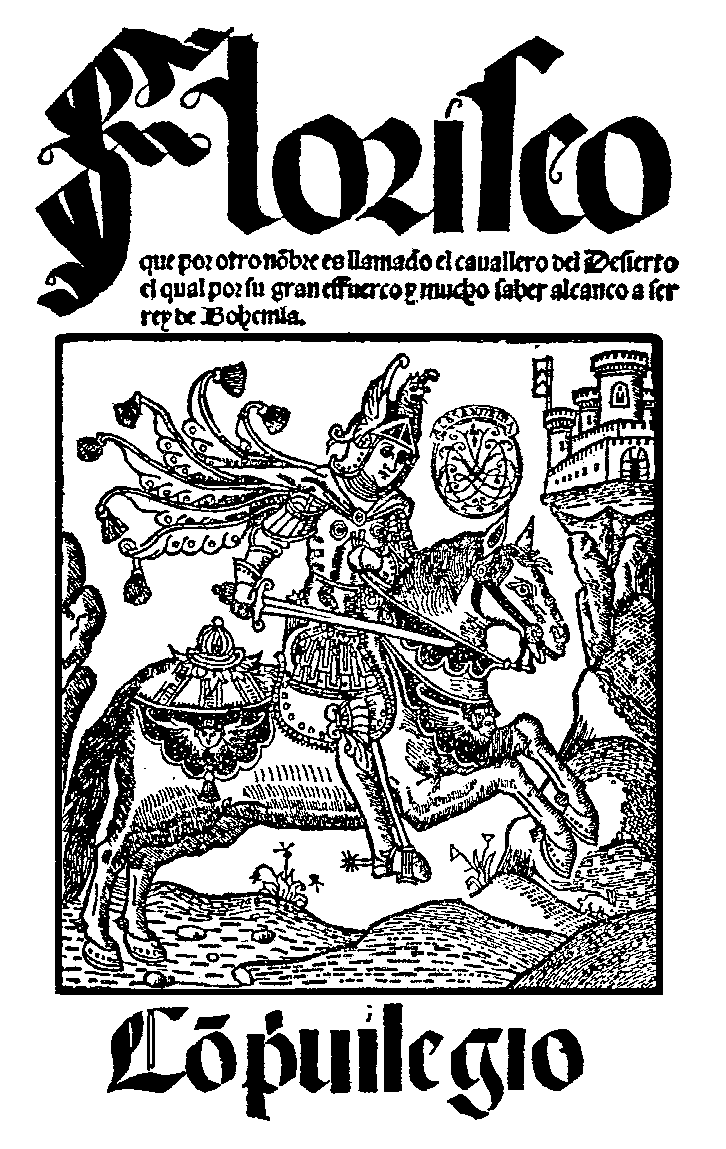
Portada de Floriseo.

Floriseo es el nombre del caballero andante protagonista de un libro de caballerías escrito por el bachiller Fernando Bernal y publicado en 1516, con el título Libro de Floriseo , que por otro nombre es llamado el Caballero del Desierto, el cual por su grande esfuerzo y mucho saber alcanzó a ser Rey de Bohemia. Fue dedicado a Pedro Fajardo Chacón, marqués de los Vélez.
En el libro se cuentan las aventuras de Floriseo, hijo de unos duques bohemios, Pirineo y Primacía, que después de una peregrinación a Jerusalén caen cautivos de los musulmanes, a los que el autor siempre llama "moros", a pesar de que buena parte de la acción transcurre en lugares como Alejandría, Tebas, etc. Floriseo es criado por un ermitaño en un desierto, y al llegar a la adolescencia es armado caballero y parte en busca de aventuras, en muchas de las cuales defiende a cristianos frente a los musulmanes. La acción del Libro Primero concluye después de que Floriseo ayuda al duque de Alejandría a derrotar a su tío el soldán de Babilonia (El Cairo) y logra la libertad de sus padres. Su hermana Apolonia casa con el duque de Alejandría, convertido al cristianismo después de recuperar el reino de Damasco, del que había sido despojado por el soldán.
La acción del Libro Segundo se inicia cuando Floriseo parte hacia Constantinopla. Enamorado de la reina de Bohemia, lucha contra sus enemigos, viaja hasta la India, y regresa triunfal para hacerse con el reinado de Bohemia.
La única edición conocida de este libro fue impresa en Valencia en 1516, por el impresor Diego de Gumiel. En 2003 fue reeditado por el Centro de Estudios Cervantinos de Alcalá de Henares.
Existe una continuación de esta obra, publicada en Salamanca en 1524, en la que se narran las andanzas del Reymundo de Grecia, hijo de Floriseo, quien aparece aquí como un consejero y modelo. Este libro ha sido tradicionalmente atribuido al mismo Fernando Bernal, pero se ha puesto en duda esta autoría.
- Datos: Q5863232